# Jörg Zimmermann (Philosoph)
Jörg Zimmermann (* 16. Mai 1946 in Nümbrecht) ist ein deutscher Philosoph.

## Leben
Er studierte Philosophie, Germanistik, Kunstgeschichte, Musikwissenschaft und Theorie der Psychoanalyse an der Universität Tübingen. Nach der Promotion 1974 in Tübingen war er von 1979 bis 1986 wissenschaftlicher Assistent in Hamburg. Nach der Habilitation 1982 wurde er 1987 als Professor an der FHS Hannover und 1995 bis 2011 als ordentlicher Professor in Mainz.

## Schriften (Auswahl)
- Wittgensteins sprachphilosophische Hermeneutik (= Philosophische Abhandlungen Band 46). Klostermann, Frankfurt am Main 1975, ISBN 3-465-01117-1 (zugleich Dissertation, Frankfurt am Main 1974).
- Sprachanalytische Ästhetik. Ein Überblick (= Problemata Band 60). Frommann-Holzboog, Stuttgart-Bad Cannstatt 1980, ISBN 3-7728-0644-9.
- Francis Bacon, Kreuzigung. Versuch, eine gewalttätige Wirklichkeit neu zu sehen (= Fischer-Taschenbücher Band 3932). Fischer-Taschenbuch-Verlag, Frankfurt am Main 1986, ISBN 3-596-23932-X.
  - Furanshisu-Beikon „Takkei“. Bōryokuteki-na-genjitsu-ni-taisuru-atarashii-mikata (= Sakuhin-to-kontekusuto-series). Sangensha, Tōkyō 2006, ISBN 4-88303-169-1.